# Melissodes composita
Melissodes composita är en biart som beskrevs av Tucker 1909. Melissodes composita ingår i släktet Melissodes och familjen långtungebin. Inga underarter finns listade i Catalogue of Life.